# Aulis Sallinen
Aulis Sallinen (ur. 9 kwietnia 1935 w Salmi) – fiński kompozytor.

## Życiorys
W latach 1955–1960 studiował w Akademii Sibeliusa, gdzie jego nauczycielami byli Aarre Merikanto i Joonas Kokkonen. W latach 1960–1970 był administratorem orkiestry symfonicznej radia fińskiego w Helsinkach. Od 1963 do 1975 roku wykładał w Akademii Sibeliusa. Od 1958 do 1973 roku był sekretarzem związku kompozytorów fińskich, w latach 1971–1973 również jego przewodniczącym.
W 1978 roku otrzymał nagrodę muzyczną Rady Nordyckiej. W 1983 roku, wspólnie z Krzysztofem Pendereckim, został laureatem Wihuri International Sibelius Prize. W 1979 roku został wybrany na członka Królewskiej Akademii Muzycznej w Sztokholmie, w tym samym roku otrzymał doktorat honoris causa Uniwersytetu w Turku.

## Twórczość
We wczesnym okresie swojej twórczości korzystał z technik awangardowych, w latach 70. XX wieku dokonał jednak zwrotu w kierunku tradycji neoromantycznej, przejawiającego się w wyrazistej systematyce i pracy motywicznej, stosowaniu techniki ostinatowej i pojawieniu się elementów systemu dur-moll. W latach 80. zaczął stosować technikę mozaikową i zestawienia elementów różnych stylów, w latach 90. natomiast w jego twórczości pojawił się element malarskości, związany z programowym charakterem kompozycji.

## Wybrane kompozycje
(na podstawie materiałów źródłowych)

### Utwory orkiestrowe
- 2 Mythical Scenes (1956)
- Koncert na orkiestrę kameralną (1959–1960)
- Mauermusik (1962)
- Variations (1963)
- 14 Juventas Variations (1963)
- Metamorphoses na fortepian i orkiestrę kameralną (1964)
- Koncert skrzypcowy (1968)
- Choraali na 32 instrumenty dęte, 2 perkusje, harfę i czelestę (1970)
- 8 symfonii (I 1971, II „Symphonic Dialogue” na perkusję i orkiestrę 1972, III 1975, IV 1979, V „Washington Mosaics” 1985, VI „From a New Zealand Diary” 1989–1990, VII „The Dreams of Gandalf” 1996, VIII „Autumnal Fragments” 2001)
- Koncert wiolonczelowy (1976)
- Shadows (1982)
- Fanfare na instrumenty dęte blaszane i perkusję (1986)
- Sunrise Serenade na 2 trąbki, fortepian i smyczki (1989)
- Koncert fletowy „Harlekiini” (1995)
- Palace Rhapsody (1996)
- A Solemn Overture (1997)
- Koncert na róg i orkiestrę (2002)

### Utwory kameralne
- 5 kwartetów smyczkowych (I 1958, II „Canzona” 1960, III „Some Aspects of Peltoniemi Hintrik’s Funeral March” 1969, IV „Quiet Songs” 1971, V „Pieces of Mosaic” 1983)
- Elegy for Sebastian Knight na wiolonczelę (1964)
- Quattro per quattro na obój lub flet lub klarnet, skrzypce, wiolonczelę i klawesyn (1964–1965)
- Cadenze na skrzypce (1965)
- Notturno na fortepian (1966)
- Quatre études na skrzypce i fortepian (1970)
- Chaconne na organy (1970)
- Sonata na wiolonczelę solo (1971)
- Metamorfora na wiolonczelę i fortepian (1974)
- Canto and Ritornello na skrzypce (1975)
- Chamber Music: I na smyczki (1975), II na flet altowy i smyczki 1975–1976, III „The Nocturnal Dances of Don Juanquixote” na wiolonczelę i orkiestrę smyczkową (1986), IV na fortepian (2000), V „Barabbas Variations” na akordeon (2000)
- Echoes from a Play na obój i kwartet smyczkowy (1990)
- From a Swan Song na wiolonczelę i fortepian (1991)
- King Lear’s Distant War na fortepian (2000)

### Utwory na chór a cappella
- Songs from the Sea na chór dziecięcy (1974)
- Song around a Song na chór dziecięcy (1980)
- The Beaufort Scale na chór (1984)
- Anthem for Ants na chór żeński (1988)

### Utwory wokalno-instrumentalne
- Suite grammaticale na chór dziecięcy i orkiestrę kameralną (1971)
- 4 Dream Songs na sopran i orkiestrę (1972)
- Neljä laulua unesta na sopran i orkiestrę (1973)
- Mies, ei-mikään, ei-kukaan na baryton i fortepian (1978)
- Dies Irae na sopran, bas, chór męski i orkiestrę (1978)
- Rauta-aika-sarja na sopran, chór dziecięcy, chór mieszany i orkiestrę (1983)
- Elämän ja kuoleman lauluja na baryton lub mezzosopran, chór i orkiestrę (1994–1995)
- Hold Fast Your Dreams na chór żeński i chór dziecięcy (1996)
- Barabbas dialogeja na sopran, mezzosopran, tenora, bas-baryton, recytatora i zespół kameralny (2003)

### Opery
- Ratsumies (1973–1974, wyst. Savonlinna 1975)
- Punainen viiva (1976–1978, wyst. Helsinki 1978)
- Kuningas lähte Ranskaan (1983, wyst. Savonlinna 1984)
- Kullervo (1986–1988, wyst. Los Angeles 1992)
- Palatsi (1991–1993, wyst. Savonlinna 1995)
- King Lear (1999–2000)

### Balety
- Variations sur Mallarmé (1967, wyst. Helsinki 1968)
- Midsommernatten (wyst. Atlanta 1984)
- Himlens hemlighet (wyst. telewizja szwedzka 1986)
- Hobbit (2001)